# 天恩寺 (岡崎市)
天恩寺（てんおんじ）は、愛知県岡崎市片寄町にある臨済宗妙心寺派の寺院である。

## 概要
長篠の戦いに出向く徳川家康が泊まった寺院として知られ、見返り大杉の伝説が残る。

## 歴史
天恩寺の建立年代は不明だが、寺伝によると矢作川の戦いに敗れてこの地に逃れてきた足利尊氏が、本尊延命地蔵尊に戦勝祈願をし、勝利したら寺院を築くことを誓った。翌日の戦いで尊氏が勝利したが、約束を果たすことができず、遺言で託された室町幕府第3代将軍足利義満により、1362年、天恩寺が建立されたとする。13世紀に足利氏宗家第3代足利義氏が鎌倉幕府の三河守護として拠点を構えて以降、西三河は足利氏の第二の本拠地となっていた。
1382年には、足利義満誕生日祈祷のため寺領の寄進及び、足利義満自筆山号・寺号の下付がなされた。1423年第4代将軍足利義持により祈願所とされた。その後、応仁の乱などで室町幕府が混乱すると、幕府の庇護を受けていた天恩寺の勢力も衰えたが、戦国時代に入り、天正年間、額田を勢力下に置いた奥平氏の庇護を受け、再興した。1575年、長篠の戦いに向かう徳川家康がここで一泊した。1602年には徳川家康から片寄村79石余の寄進を受けた。

## 文化財
重要文化財（国指定）
- 天恩寺仏殿[9]
- 天恩寺山門[10]

岡崎市指定文化財
- からうすの図[11]
- 蝦蟇、鉄拐仙人図[11]
- 木造地蔵菩薩坐像・不動明王坐像・愛染明王坐像（附 地蔵菩薩坐像内納入品）[11]
- 見返りの大スギ（天然記念物）[11]

## ギャラリー

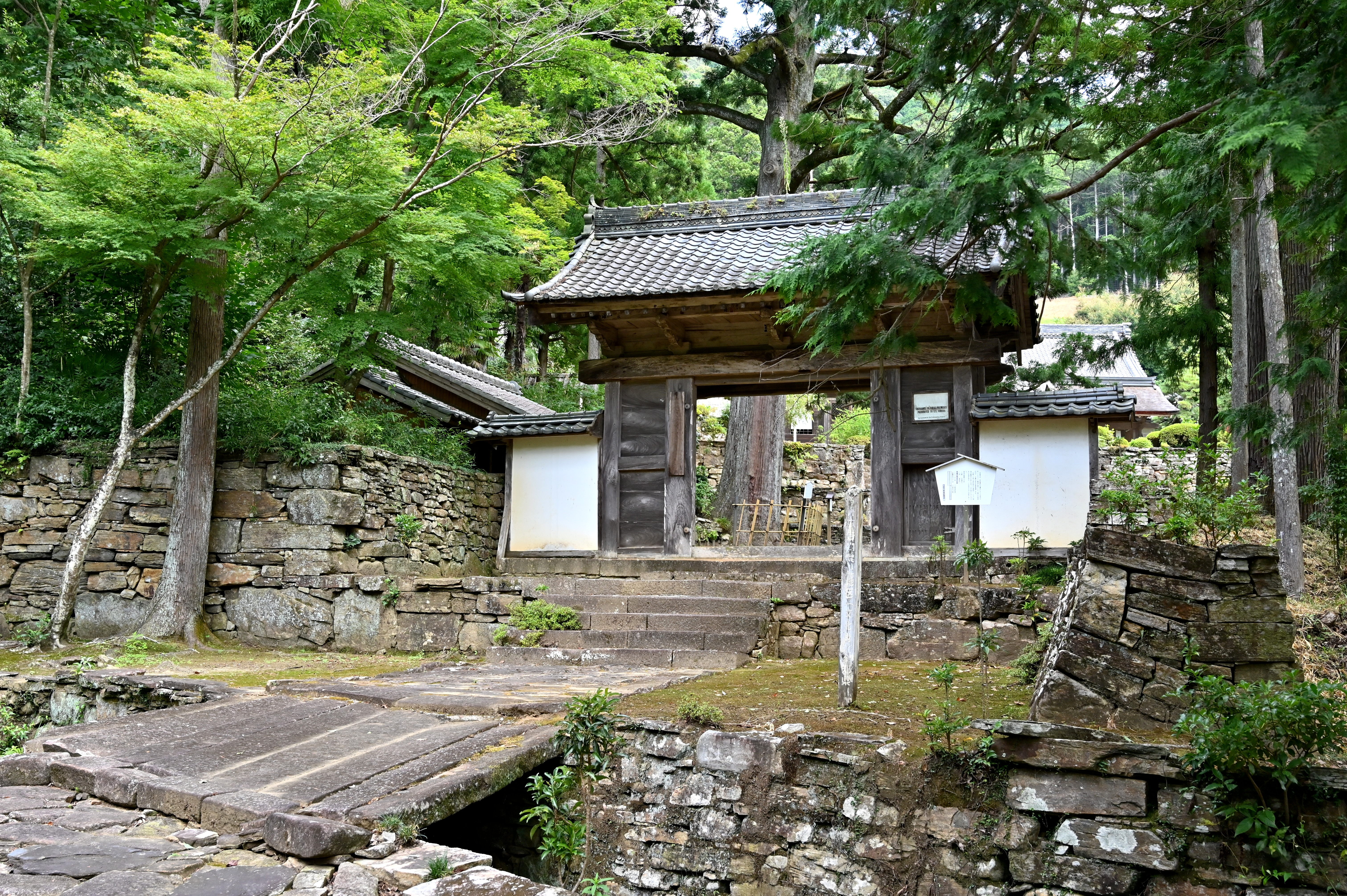
総門
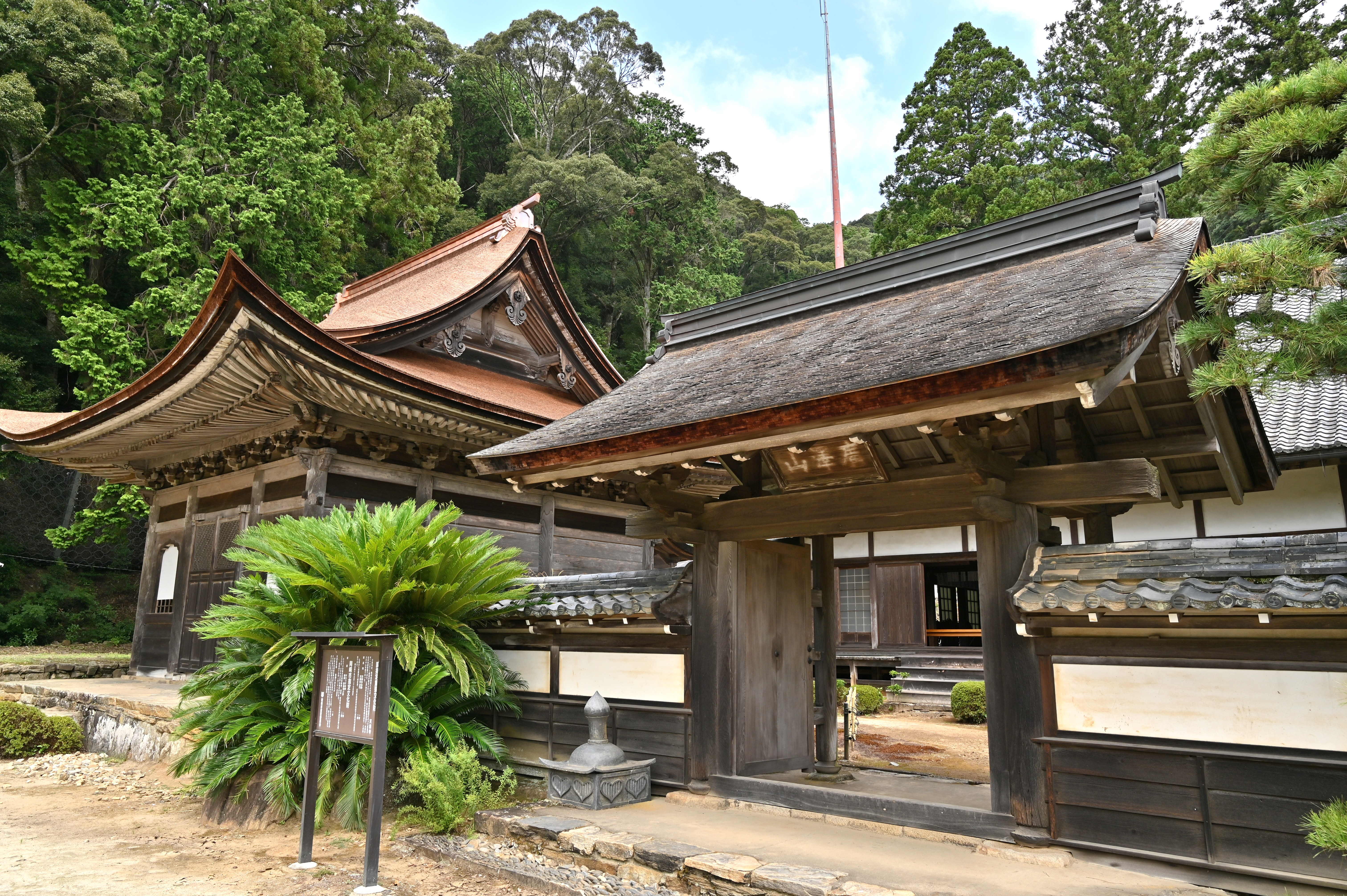
仏殿（左）と山門（右）
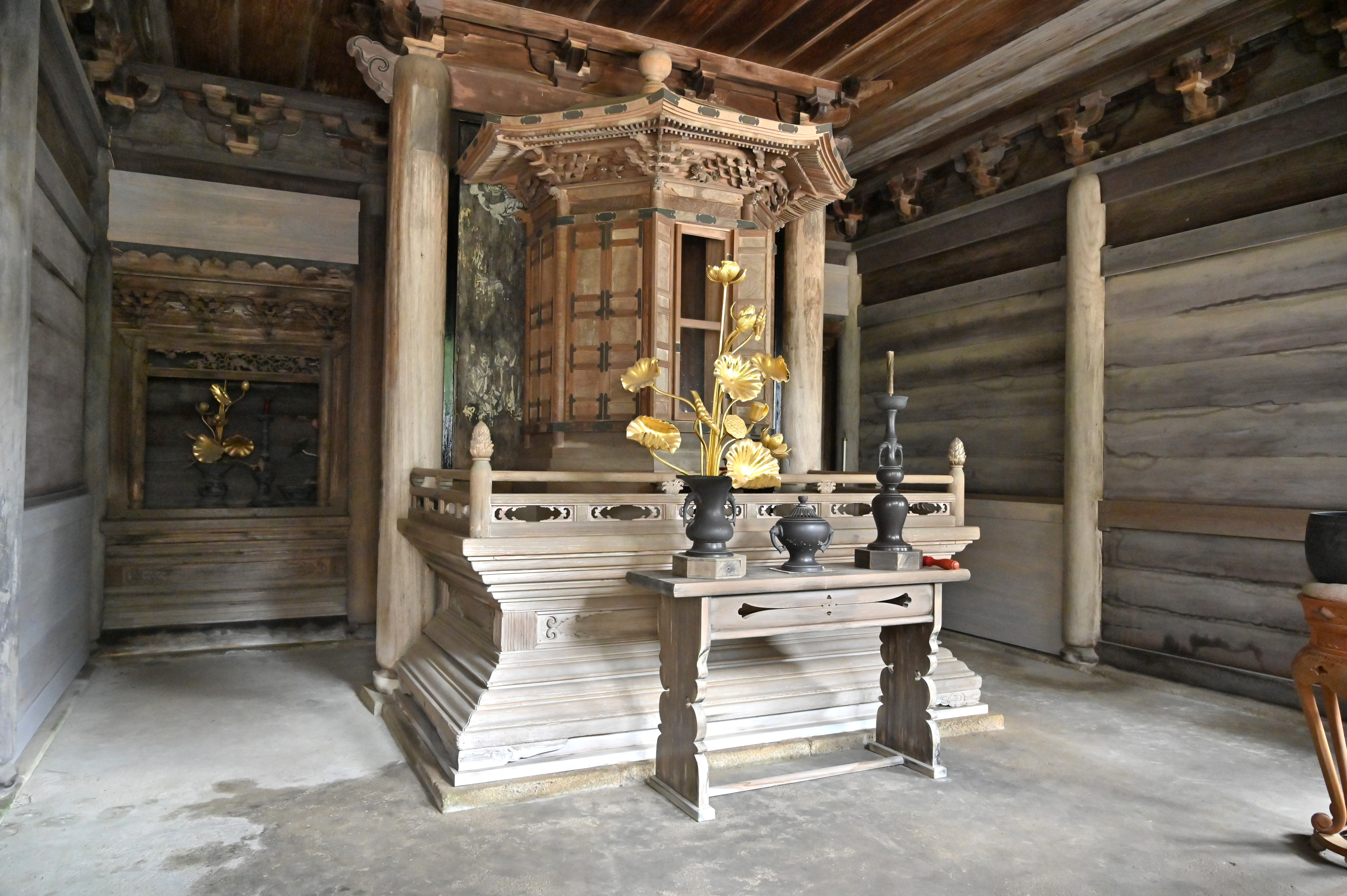
仏殿の内部（厨子）
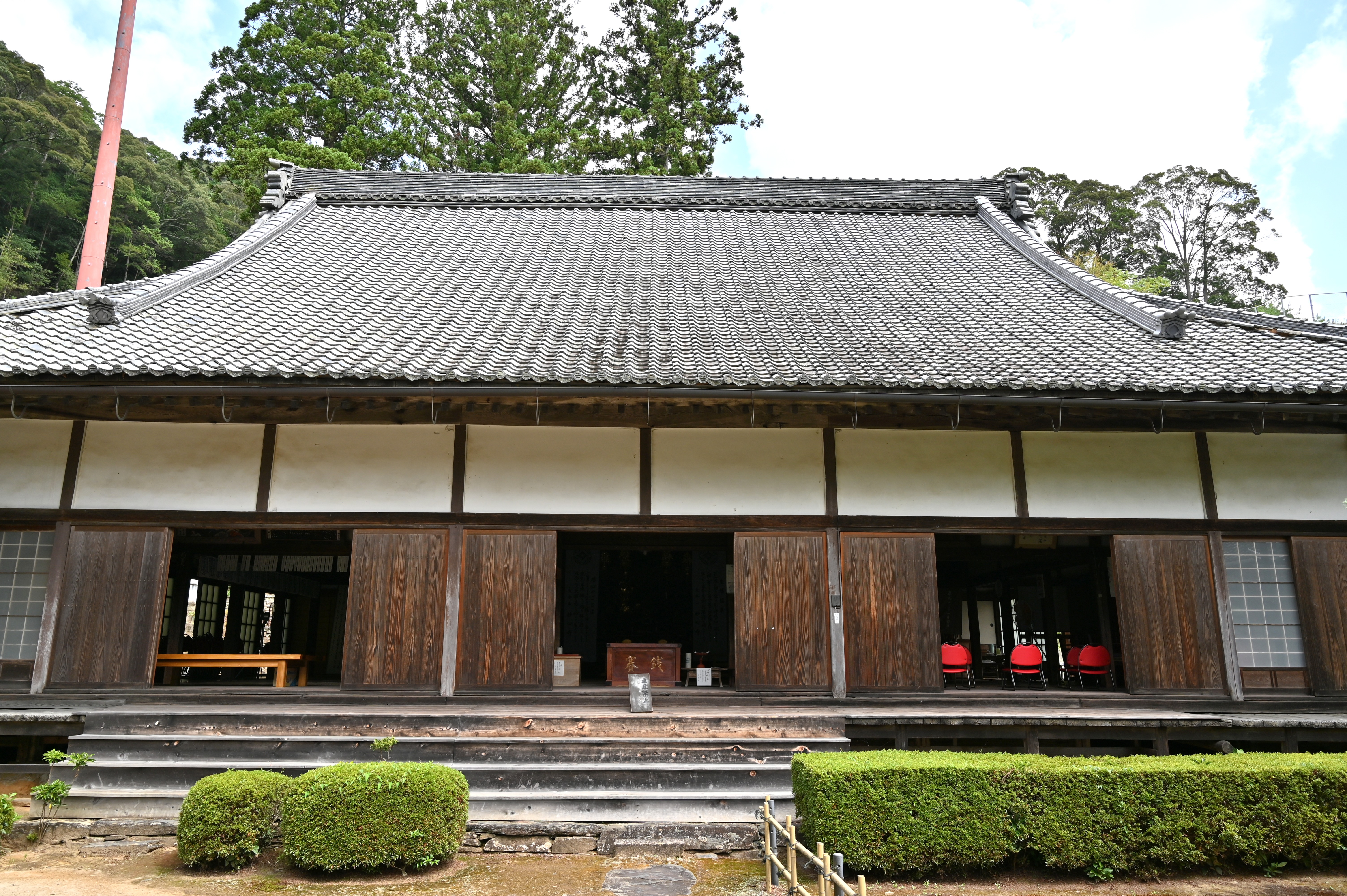
方丈
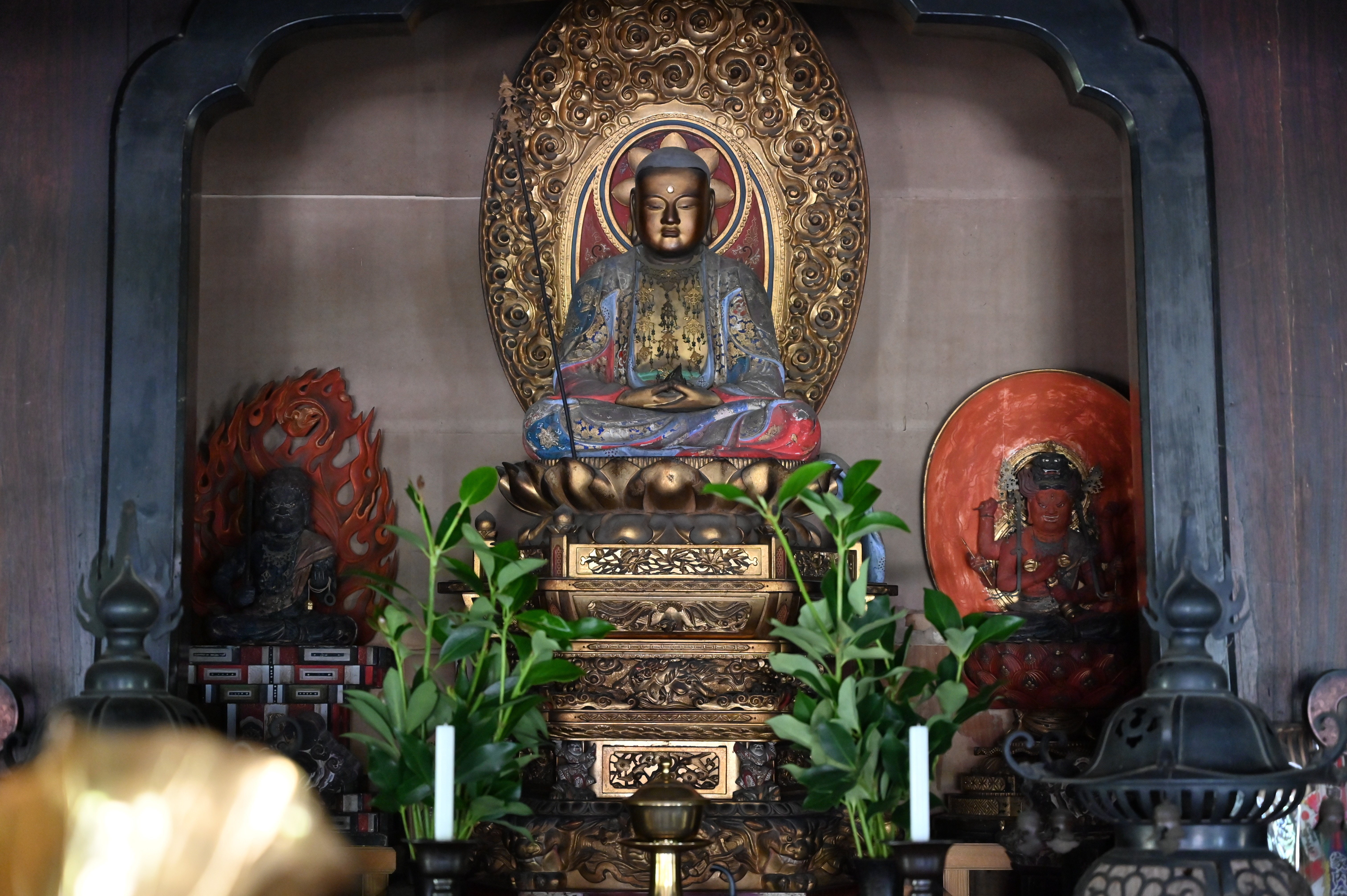
延命地蔵菩薩坐像
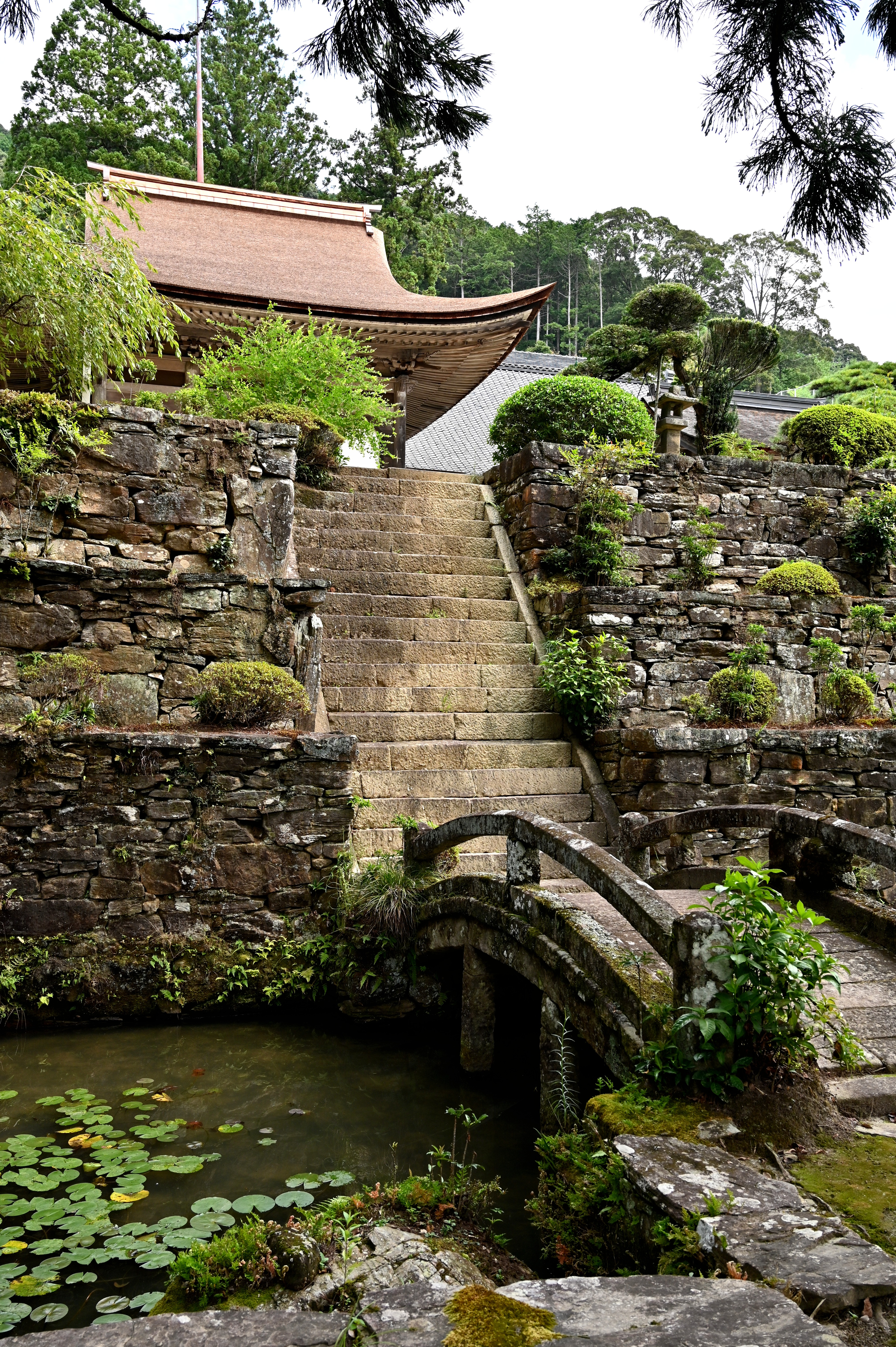
境内
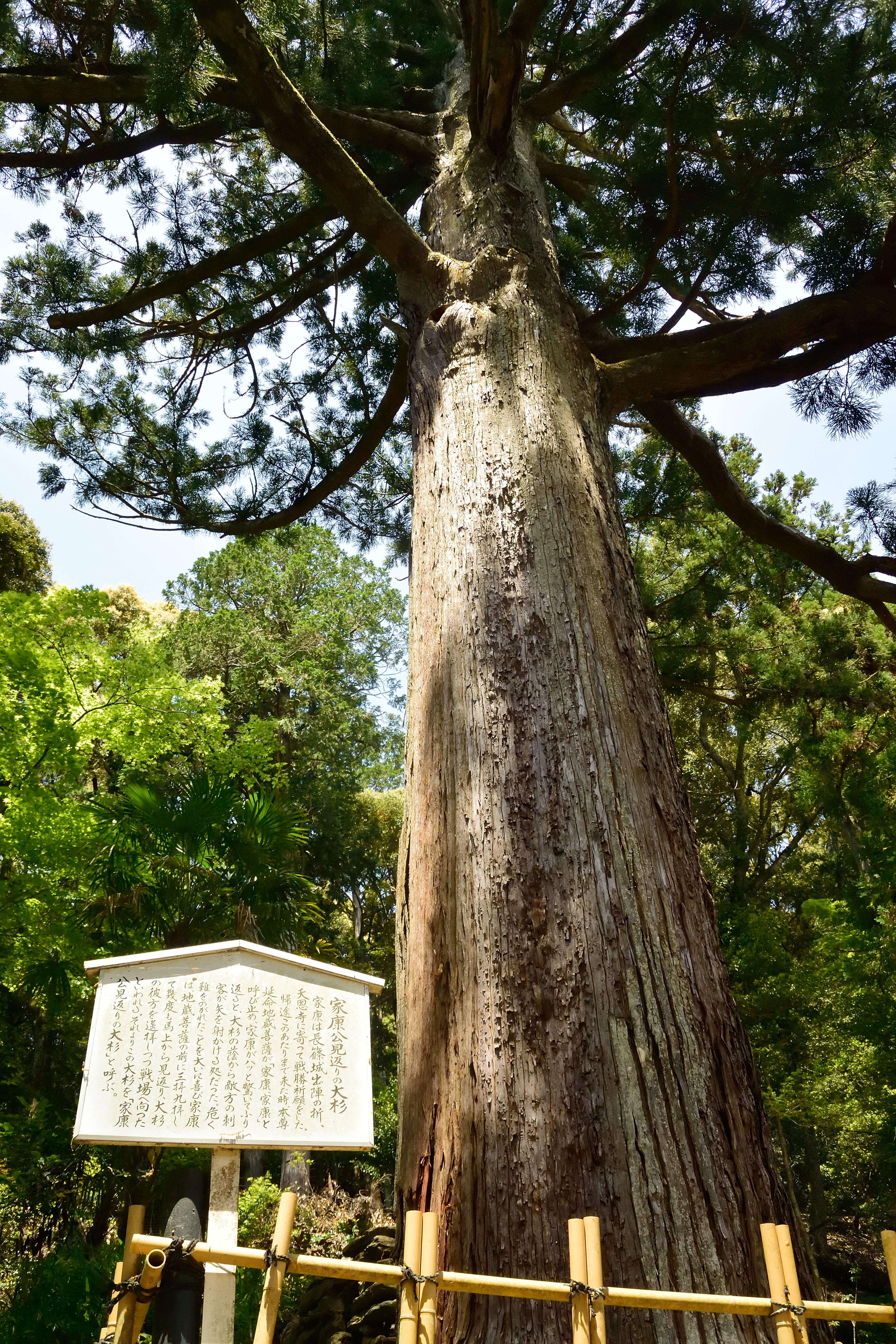
見返りの大杉